# 十二使君之亂
十二使君之亂（越南语：／?），為越南歷史中的一段時期。在吳朝開國者吳權去世後，大臣楊三哥篡奪吳朝繼承者吳昌岌的王位，爆發十二使君之亂，越南歷史進入十二使君時期。地方豪強紛紛割據，自稱使君。雖然吴权的次子吴昌文擊敗楊三哥，重建吳朝。但由於未能平定諸使君，所以在十二使君之亂後已非吳朝時期。越南北部直到丁部領崛起後方統一，並建立丁朝。

## 局勢發展

### 楊三哥、吳昌文時期
越南吳朝時的十二使君動亂，與前吳王權死後，外戚楊三哥篡位有關。945年，吳權去世，楊三哥奪位，吳權的長子吳昌岌隨即出逃到茶鄉（在今越南海陽省金城縣）的范令公。三哥派遣指揮使楊吉利及杜景碩（十二使君之一）追捕昌岌，往來數次，但范令公卻將昌岌隱藏到山林間，結果還是不獲而回。
950年，太平、唐阮二村發生叛亂，楊三哥派遣吳權次子吳昌文、楊吉利、杜景碩領兵征討。途中，吳昌文發起兵變，杜景碩等加以支持。結果，吳昌文得勝，成為吳朝新君。
據《欽定越史通鑑綱目》提到，「自三哥篡立，土豪競起，昌文復國，政尚姑息，不能相一。」縱然吳昌文成為國君，但其管治威信低落，朝廷及地方都充滿矛盾和衝突。吳昌文與兄長吳昌岌一同稱王，共理國事，但因吳昌岌「擅作威柄」，所以二王之間出現裂痕（吳昌岌於954年去世）。951年，華閭洞（位於今越南寧平省嘉遠縣）的丁部領「以山谿險固，不修臣職」，昌文、昌岌二王雖曾一同征討，但也未能剿滅，只把丁部領之子丁璉帶回作人質。洮江郡人周泰「倔彊不服」，吳昌文親自將之消滅，昌文亦因此而「狃勝而驕」。
吳昌文最後一次征戰，是965年親征太平、唐阮二村，戰況慘烈，「纔入境，止船上戰，為伏弩所中，薨。」吳昌文死後，全國繼續陷於動亂狀態。

### 群雄競起
吳昌文戰死後，吳氏王室的威聲，更加低落，他的姪兒吳昌熾（吳昌岌子）也僅能以「吳使君」的名義割據一方。《大越史記全書》簡述了當時亂局：
|  | 南晉亡。群雄競起，各據郡邑自守。吳昌熾據平橋、矯公罕（原注：稱矯三制）據峯州（原注：今白鶴縣）、阮寬（原注：稱阮太平）據三帶、吳日慶（原注：稱吳覽公）據唐林（原注：一云據膠水）、杜景碩（原注：稱杜景公）據杜洞江、李圭（《欽定越史通鑑綱目》作「李奎」）（原注：稱李朗公）據超類、阮守捷（原注：稱阮令公）據僊遊、呂唐（原注：稱呂佐公）據細江、阮超（原注：稱阮右公）據西扶烈、矯順（原注：稱矯令公）據回湖（原注：今華溪縣陳舍社，猶有城故址在）、范白虎（原注：稱范防遏）據藤州、陳覽（原注：稱陳明公）據布海口，號十二使君。 |

這些使君各據地盤，在一段時間內，是「海內無主，十二使君爭長，莫能相統」。（各使君領地的位置及詳情，見下表。）

### 全國統一
統一全國的主要人物，是後來建立丁朝的丁部領。丁部領是驩州刺史丁公著的兒子，割據華閭洞一地。在他平定其叔父丁預後，聽聞十二使君之一，割據布海口的陳明公（陳覽）兵力較強、領地較廣、家產富有，而且「有德而無嗣」，於是與兒子丁璉投靠。陳明公亦具有知人之明，「見其形貌魁奇，又有器量，因養為己子，愛遇之恩，日益隆厚」（見吳士連等《大越史記全書‧外紀全書‧吳紀‧吳使君》）。於是讓他帶軍，進攻群雄，每戰皆克。丁部領又親率三萬兵馬降服使君范防遏，讓他擔當自己手下的將領。
陳明公死時，丁部領擊敗了吳先主子弟五百人餘的來犯，從此「部落無不服者。自此京府吏民，皆心歸之。吳氏亡。」
其他各使君的消滅，中國學者郭振鐸、張笑梅的《越南通史》裡有較詳細的描述。其中，吳氏宗族裡的使君吳日慶和吳昌熾，丁部領採軍事和聯姻手段收服。他把女兒嫁給吳日慶，又娶其母為妻。至於攻打吳昌熾時，據傳聞，當進軍至昌熾割據的平橋時，丁部領以重兵將之震懾，並設宴勞軍，昌熾懾服而降。
丁部領對付使君杜景碩時，雙方對持年餘，後來杜景碩為流矢所中，其眾歸降丁部領。
對使君阮超之役亦甚為激烈。阮超割據西扶烈，擁有重兵和大將數人，丁部領與之對戰時，折將四員，士卒折損頗重，一度失利。後來命將領阮匐為先鋒、黎桓為後援，自己流當總帥，率戰象強攻阮超。阮超仍頑強抵抗，分兵二路，一部份防守根據地，另一部份由他本人帶領，打算前去找使君阮寬和阮守捷求援。但在途中渡河時，遇上狂風而覆沒。丁部領獲悉，隨即派勇士十人潛入敵方根據地，縱火焚營，取得勝利。
最後，丁部領以將領黎桓、阮匐為先鋒，本人則殿後，分兵數路，以各個擊破的辦法，在年餘時間裡消滅矯公罕、矯順、阮寬、阮守捷、呂唐、李奎等使君。

## 十二使君時期的各割據者
| 使君                  | 稱號     | 據點 | 詳情 |
| 陳覽 （越南语：／）   | 陳明公   | 布海口 ※現在位置： *陳仲金：太平省奇布 *越南社會科學委員會：太平省武仙                                  | *《欽定越史通鑑綱目》前編卷之五：「陳覽擁兵據此，當辰此地猶為海口，故云」；又說「明公起兵，當在昌文未復國之前」。 *《大越史記全書‧外紀全書‧吳紀‧吳使君》記載，丁部領聽聞陳明公「有德而無嗣」，帶同兒子丁璉投靠。陳明公便收為養子，讓丁部領帶兵出征。後來陳明公卒。 |
| 矯公罕 （越南语：／） | 矯三制   | 峰州（或作峯州） ※現在位置： *陳仲金：白鶴縣 *越南社會科學委員會：永富省白鶴縣                          | *《欽定越史通鑑綱目》前編卷之五：「永祥白鶴縣扶立社有使君城故址，即矯三制所築。」 *《安南志略‧五代時僭竊》記載，有一位名叫「喬知佐」的人物割據峯州：「（吳昌文）卒，其參謀吳處坪、峯州刺史喬知佐、寧州刺史楊輝、牙將杜景碩用土兵爭立。既而丁部領平之，遂有其地。」歐陽修《新五代史‧南漢世家‧劉鋹》則寫成「喬知祐」。                                                                     |
| 阮寬 （越南语：／）   | 阮太平   | 三帶 ※現在位置： *陳仲金：永祥府 *越南社會科學委員會：永富省安樂縣                                      | *《欽定越史通鑑綱目》前編卷之五說在「安樂縣永姥社」，使君阮寬據三帶治理此處，故名阮家灣。 |
| 吳日慶 （越南语：／） | 吳覽公   | 唐林 ※現在位置： *陳仲金：山西福壽 *越南社會科學委員會：河西省三位县 《大越史記全書》記「一云據膠水」。 | *《大越史記全書‧本紀全書‧丁紀‧廢帝》記載，吳日慶是吳先主之後，初稱安王。丁部領將之平定後，以公主嫁給他，成為駙馬。後來勾結占城，帶其舟師入寇，遇暴風覆沒。 |
| 李奎 （越南语：／）   | 李朗公   | 超類 ※現在位置： *陳仲金：順成 *越南社會科學委員會：河北省順成                                          | *《欽定越史通鑑綱目》前編卷之五：「何處人均失詳。」 |
| 阮守捷 （越南语：／） | 阮令公   | 仙遊（一作僊遊） ※現在位置： *陳仲金：北寧 *越南社會科學委員會：河北省仙山（Tiên Sơn）                  | *《欽定越史通鑑綱目》前編卷之五：「（守捷）一號巴安君，身長聲高，聞者震駭，人稱雷公，及起兵，稱阮令公，保守仙遊縣，後併武寧，稱武寧王。何處人失詳。」 |
| 呂唐 （越南语：／）   | 呂佐公   | 細江 ※現在位置： *陳仲金：北寧文江 *越南社會科學委員會：海興省文林                                      | *《欽定越史通鑑綱目》前編卷之五：「何處人均失詳。」 |
| 阮超 （越南语：／）   | 阮右公   | 西扶烈 ※現在位置： *陳仲金：河東青池 *越南社會科學委員會：河内青池                                      | *《欽定越史通鑑綱目》前編卷之五：「何處人均失詳」；「（西扶烈）地名，今河內青池縣西扶烈社是」。 |
| 矯順 （越南语：／）   | 矯令公   | 回湖 ※現在位置： *陳仲金：山西錦溪 *越南社會科學委員會：永富省錦溪縣                                    | *《欽定越史通鑑綱目》前編卷之五：「何處人均失詳」；「錦溪張舍社有使君矯公城遺址」。 *《大越史記全書‧外紀全書‧吳紀‧吳使君》：「今華溪縣陳舍社，猶有城故址在。」 |
| 范白虎 （越南语：／） | 范防遏   | 藤州 ※現在位置： *陳仲金：興安 *越南社會科學委員會：海兴省金洞                                          | *《欽定越史通鑑綱目》前編卷之五：「何處人均失詳」；「今興安金銅縣藤州社有范使君祠在」。 《大越史記全書‧外紀全書‧吳紀‧吳使君》載，范防遏投降丁部領，成為丁朝的親衞將軍。 |
| 吳昌熾 （越南语：／） | 吳使君   | 平橋 ※現在位置： *陳仲金：興安快州府平橋村 *越南社會科學委員會：清化省趙山                              | *《大越史記全書‧外紀全書‧吳紀‧吳使君》記載他是吳朝天策王吳昌岌之子，據平橋。 |
| 杜景碩 （越南语：／） | 杜景公   | 杜洞 ※現在位置： *陳仲金：屬青威縣 *越南社會科學委員會：河西省青威县                                    | *《欽定越史通鑑綱目》前編卷之五：「今清威縣保陀鄉有使君城故址，一云『銳江，一名杜洞江』，誤。」 《大越史記全書‧外紀全書‧吳紀‧楊三哥》記載，他曾奉楊三哥命搜尋出逃的吳昌岌，後來支持吳昌文推翻楊三哥。 |
|                       | 吳南帝   | 夜澤 | *黎嵩《越鑑通考總論》（《大越史記全書》卷首）稱：「吳南帝據夜澤」，另外沒有把呂唐列入。 |
|                       |          | | *《越史略》對十二使君的記載： 矯三制，名公桿，據峯州。 阮太平，名寬，一名記，據阮家。 陳公覽，名日慶，據唐林。 杜景公，名景碩，據杜洞。 阮遊奕，名昌識，據王槁。 阮郎公，名珪，據超類。 阮令公，名守捷，據仙遊。 呂左公，名獷，據細江。 阮右公，名超，據扶列。 矯令公，名順，據洄湖。 范防遏，名白虎，據藤州。 陳明公，名覽，據江布口。 右十二使君。始乙丑，終丁卯，凡三年而丁先王始併。 |
| 其他割據者            |          | | |
| 范令公                |          | 茶鄉 ※現在位置： *陳仲金：海陽省金城縣                                                                  | *《大越史記全書‧外紀全書‧吳紀‧楊三哥》記載，楊三哥篡位後，吳權長子吳昌岌投靠范令公。 |
| 周泰                  |          | 洮江 | *《欽定越史通鑑綱目》前編卷之五記載：「辰洮江郡人周泰倔彊不服，王親征周泰，斬之。」 |
|                       |          | 太平、唐阮二村 ※現在位置： *陳仲金：太平屬山西                                                          | *《大越史記全書‧外紀全書‧吳紀》記載，太平、唐阮二村曾在楊三哥及吳昌文在位期間作亂，其中吳昌文更在親征該地時戰死。 *《欽定越史通鑑綱目》前編卷之五寫成「太平二村」。 |
| 丁部領                |          | 華閭洞 ※現在位置： *陳仲金：寧平省嘉遠縣 *越南社會科學委員會：寧平省嘉遠縣                              | *《大越史記全書‧外紀全書‧吳紀‧後吳王》記載，南晉王吳昌文及天策王吳昌岌在位時，丁部領曾「不修臣職」而遭到二王征討。後來統一全國。 |
| 丁預                  |          | 芃冊 | 《欽定越史通鑑綱目》正編第一紀：「（丁部領）叔預，據芃柵。」其他事跡與《大越史記全書》記載大致相同。 *《大越史記全書‧本紀全書‧丁紀‧先皇帝》記載，丁部領年幼時，其叔父「據芃冊，與帝拒戰」，丁部領不敵逃到譚家娘灣橋時，橋身斷裂，部領陷入泥淖，叔父要刺死他時，突然「見二黃龍擁之，懼而退」。後來「帝收餘卒復戰，叔乃降。」                                                              |
| 吳處坪                | 參謀     | | *《安南志略‧五代時僭竊》：「（吳昌文）卒，其參謀吳處坪、峯州刺史喬知佐、寧州刺史楊輝、牙將杜景碩用土兵爭立。既而丁部領平之，遂有其地。」 *《新五代史‧南漢世家‧劉鋹》則寫成呂處坪：「（南漢大寶）八年（965年，交州吳昌文卒，其佐呂處坪與峯州刺史喬知祐爭立，交趾大亂，驩州丁璉舉兵擊破之，鋹授璉交州節度。」                                                                              |
| 楊輝                  | 寧州刺史 | 寧州 | *《安南志略‧五代時僭竊》：「（吳昌文）卒，其參謀吳處坪、峯州刺史喬知佐、寧州刺史楊輝、牙將杜景碩用土兵爭立。既而丁部領平之，遂有其地。」 |

※以上各項，散見於吳士連《大越史記全書》、黎嵩《越鑑通考總論》、《欽定越史通鑑綱目》前編卷之五及正編卷之一、黎崱《安南志略‧五代時僭竊》、《越史略》卷上、陳仲金《越南史略》第三卷第一章，以及越南社會科學委員會《越南歷史》。

## 評價
- 後黎朝史家黎嵩，以封建道德的觀點批評：「何則十二使君，皆吳王之舊臣，當後主親征唐阮為毒矢所中而殂，為臣下者，固宜復讐致討，而雪後主之恥可也。亦當圖立嗣君，以繼吳權之統可也。胡乃君既遇害，臣皆恝心，各相雄長，僭偽紛紜，非惟得罪於當時，抑亦貽於後世。」[18]
- 越共學術機關越南社會科學委員會抨擊割據者們各佔一方及相互混戰，對國家與人民均不利：「每一個使君割據的地方，大約相當於現在的幾個縣。他們建城築壘，相互火拼。十二使君之亂違背了民族的和平、統一的願望，給人民造成了無數的損失和深重的災難。再者，剛剛取得的獨立還不鞏固，又正在不斷地遭到外國侵略的嚴重威脅，一個小國處在這樣的情況下，割據和內戰就是一個非常可怕的危機。國家的獨立和全民族的生存要求保持團結、統一，要求早日結束十二使君之亂，恢復國家統一和中央集權制。這是歷史的迫切要求。丁部領高舉統一國家的大旗，完成了歷史所賦予的使命。」[19]

## 外部連結
- （中文）.   [2008-06-02]. （原始内容存档于2009-06-16）.
- （越南文）（中文）.   [2008-06-02]. （原始内容存档于2016-03-10）.
- （越南文）（中文）.   [2008-11-02]. （原始内容存档于2016-03-04）.
- （越南文）（中文）.   [2008-11-01]. （原始内容存档于2016-03-04）.
- （越南文）（中文）.[永久]
- （越南文） (PDF).   [2008-11-01]. （原始内容 (PDF)存档于2012-07-04）.